# Benoîte Lab
 (octobre 2015).
Si vous disposez d'ouvrages ou d'articles de référence ou si vous connaissez des sites web de qualité traitant du thème abordé ici, merci de compléter l'article en donnant les références utiles à sa vérifiabilité et en les liant à la section « Notes et références ».
Benoîte Lab (ou Labb), nom de scène de Suzanne Berthe Benoîte Labouret, née le 10 juillet 1905 à Paris et morte le 4 mars 1991 à Bagneux (Hauts-de-Seine), était une actrice française.

## Filmographie
- 1949 : Mission à Tanger d'André Hunebelle : une barmaid
- 1949 : Maya de Raymond Bernard
- 1952 : Nous sommes tous des assassins d'André Cayatte
- 1956 : Mannequins de Paris d'André Hunebelle
- 1957 : Les femmes sont marrantes d'André Hunebelle : la concierge
- 1959 : La Jument verte de Claude Autant-Lara : la femme de Ferdinand
- 1960 : Le Capitan d'André Hunebelle : la femme de l'aubergiste de La Pomme d'Or
- 1961 : Le Miracle des loups d'André Hunebelle: la paysanne à la touche
- 1962 : Les Mystères de Paris, d'André Hunebelle: Louise Morel, la femme du tailleur
- 1967 : Les Enquêtes du commissaire Maigret, épisode Cécile est morte de Claude Barma : Mélanie